# Gabriele Tinti
Gabriele Tinti, all'anagrafe Gastone Tinti (Molinella, 22 agosto 1932 – Roma, 12 novembre 1991), è stato un attore italiano.

## Biografia
Cominciò presto a lavorare nel cinema e si specializzò in film di genere brillante, talvolta accanto a Totò (Il coraggio, 1955; La banda degli onesti, 1956; Totò lascia o raddoppia?, 1956); negli anni della maturità si cimentò anche in ruoli drammatici. Tra le sue varie esperienze in produzioni straniere, sono degne di nota le partecipazioni ai film Il volo della Fenice (1965) e Quando muore una stella (1968), entrambi diretti da Robert Aldrich, e 4 per Cordoba (1970) di Paul Wendkos. 
Morì a Roma il 12 novembre 1991 per un arresto cardiaco. Riposa nel cimitero nuovo di Molinella (BO), suo paese natale, insieme ai genitori nella tomba di famiglia.

## Vita privata
Fu marito di due colleghe, dapprima Norma Bengell e poi Laura Gemser, con la quale girò numerosi film tra cui la saga di Emanuelle nera (l'unico film a cui non prese parte fu il quarto).

## Filmografia

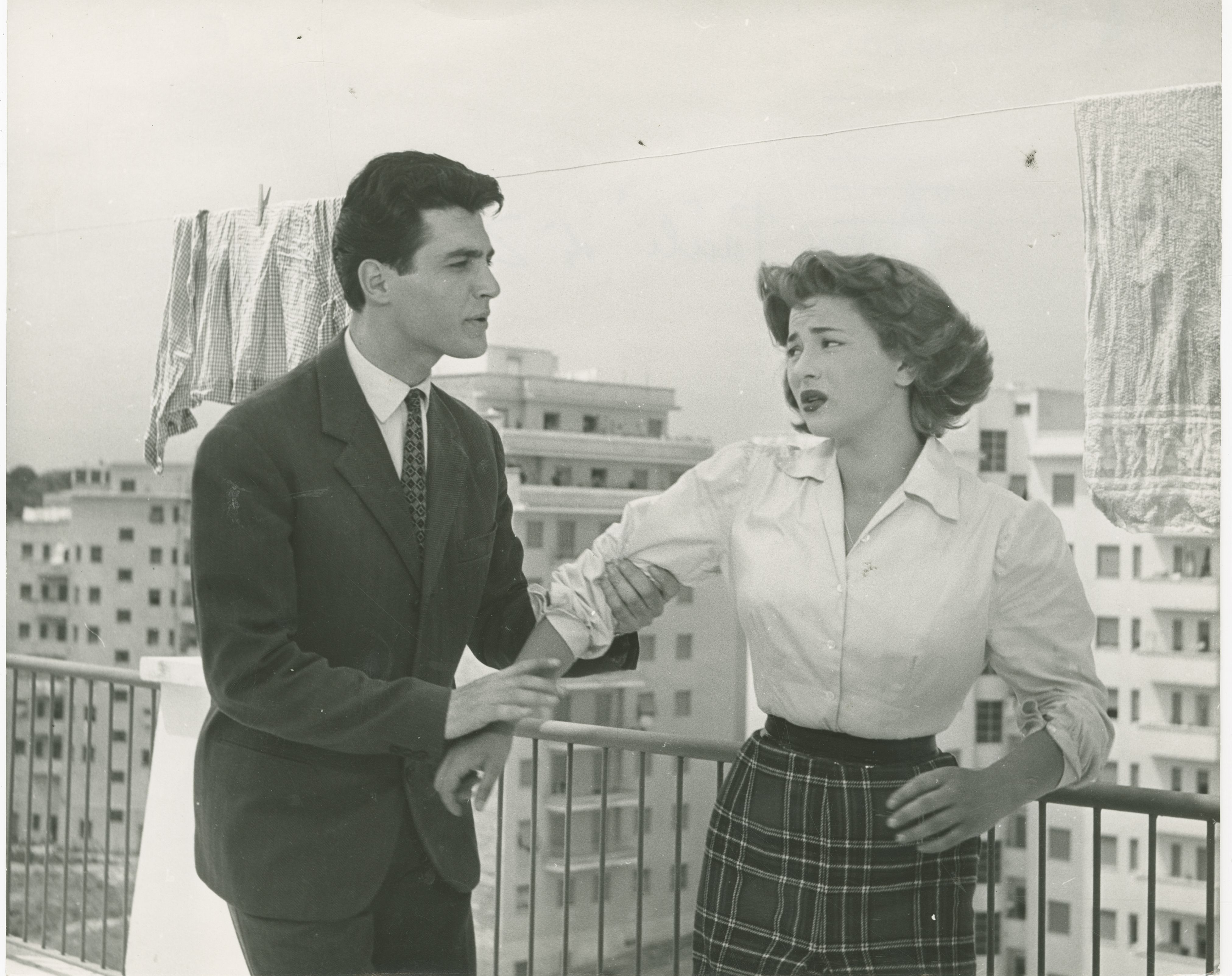
Gabriele Tinti con Giovanna Ralli in Anni facili (1953)

Gabriele Tinti nel film Cronache di poveri amanti (1954)

Gabriele Tinti con Sandra Milo in Vite perdute (1959)

Gabriele Tinti con Monica Zanchi in Suor Emanuelle (1977)

- Amor non ho... però... però, regia di Giorgio Bianchi (1951)
- Altri tempi - Zibaldone n. 1, regia di Alessandro Blasetti (1952)
- Il peccato di Anna, regia di Camillo Mastrocinque (1953)
- Anni facili, regia di Luigi Zampa (1953)
- Cronache di poveri amanti, regia di Carlo Lizzani (1954)
- Giorni d'amore, regia di Giuseppe De Santis (1954)
- Cani perduti senza collare (Chiens perdus sans collier), regia di Jean Delannoy (1955)
- Il coraggio, regia di Domenico Paolella (1955)
- Scapricciatiello, regia di Luigi Capuano (1955)
- La banda degli onesti, regia di Camillo Mastrocinque (1956)
- Tempo di villeggiatura, regia di Antonio Racioppi (1956)
- Totò lascia o raddoppia?, regia di Camillo Mastrocinque (1956)
- Malafemmena, regia di Armando Fizzarotti (1957)
- El Alamein, regia di Guido Malatesta (1957)
- Serenatella sciuè sciuè, regia di Carlo Campogalliani (1958)
- Sorrisi e canzoni, regia di Luigi Capuano (1958)
- Non sono più guaglione, regia di Domenico Paolella (1958)
- Vite perdute, regia di Adelchi Bianchi e Roberto Mauri (1959)
- Agosto, donne mie non vi conosco, regia di Guido Malatesta (1959)
- Destinazione Sanremo, regia di Domenico Paolella (1959)
- Il terrore dei barbari, regia di Carlo Campogalliani (1959)
- David e Golia, regia di Ferdinando Baldi (1960)
- Letto a tre piazze, regia di Steno (1960)
- Ester e il re (Esther and the King), regia di Raoul Walsh (1960)
- Caccia al marito, regia di Marino Girolami (1960)
- Madri pericolose, regia di Domenico Paolella (1960)
- Il principe fusto, regia di Maurizio Arena (1960)
- Antinea, l'amante della città sepolta, regia di Edgar G. Ulmer (1961)
- La banda Casaroli, regia di Florestano Vancini (1962)
- Solo contro Roma, regia di Luciano Ricci (1962)
- Le sette spade del vendicatore, regia di Riccardo Freda (1962)
- Sodoma e Gomorra, regia di Robert Aldrich (1962)
- I sequestrati di Altona, regia di Vittorio De Sica (1962)
- Il giorno più corto, regia di Sergio Corbucci (1962)
- Ulisse contro Ercole, regia di Mario Caiano (1962)
- Finché dura la tempesta, regia di Bruno Vailati e Charles Frend (1963)
- Le tardone, regia di Marino Girolami (1964)
- Una ragazza a Saint-Tropez (Le Gendarme de Saint-Tropez), regia di Jean Girault (1964)
- I piaceri della notte (Noite Vazia), regia di Walter Hugo Khouri (1965)
- Sette uomini d'oro, regia di Marco Vicario (1965)
- Il volo della Fenice (The Flight of the Phoenix), regia di Robert Aldrich (1966)
- Pattuglia anti gang (Brigade antigangs), regia di Bernard Borderie (1966)
- L'homme de Mykonos, regia di René Gainville (1966)
- Trappola per l'assassino, regia di Riccardo Freda (1966)
- Il grande colpo dei 7 uomini d'oro, regia di Marco Vicario (1967)
- L'occhio selvaggio, regia di Paolo Cavara (1967)
- Il figlio di Django, regia di Osvaldo Civirani (1967)
- L'amore attraverso i secoli, regia di Franco Indovina (1967)
- Ecce Homo - I sopravvissuti, regia di Bruno Gaburro (1968)
- La matriarca, regia di Pasquale Festa Campanile (1968)
- Quando muore una stella (The Legend of Lylah Clare), regia di Robert Aldrich (1968)
- Scacco alla regina, regia di Pasquale Festa Campanile (1969)
- Barbagia (La società del malessere), regia di Carlo Lizzani (1969)
- La morte risale a ieri sera, regia di Duccio Tessari (1970)
- L'uomo venuto dalla pioggia (Le Passager de la pluie), regia di René Clément (1970)
- Il leone a sette teste (Der Leone Have Sept Cabeças), regia di Glauber Rocha (1970)
- Il cadavere dagli artigli d'acciaio (Qui?), regia di Leonard Keigel (1970)
- 4 per Cordoba (Cannon for Cordoba), regia di Paul Wendkos (1970)
- Il sorriso del ragno, regia di Massimo Castellani (1971)
- A denti stretti (La Saignée), regia di Claude Mulot (1971)
- Saffo (Sapho ou La fureur d'aimer), regia di Georges Farrel (1971)
- Mania di grandezza (La Folie des grandeurs), regia di Gérard Oury (1971)
- Al tropico del cancro, regia di Giampaolo Lomi e Edoardo Mulargia (1972)
- L'isola misteriosa e il capitano Nemo, regia di Juan Antonio Bardem (1972)
- Lisa e il diavolo, regia di Mario Bava (1972)
- Leva lo diavolo tuo dal... convento, regia di Franz Antel (1973)
- Il complotto (Le Complot), regia di René Gainville (1973)
- La sensualità è... un attimo di vita, regia di Dante Marraccini (1974)
- L'ossessa, regia di Mario Gariazzo (1974)
- 24 ore... non un minuto di più, regia di Franco Bottari (1974)
- Seduzione coniugale, regia di Franco Daniele (1974)
- I figli di nessuno, regia di Bruno Gaburro (1974)
- Tutta una vita (Toute une vie), regia di Claude Lelouch (1974)
- Peccato senza malizia, regia di Theo Campanelli (1975)
- La casa dell'esorcismo, regia di Mario Bava (1975)
- Diabolicamente... Letizia, regia di Salvatore Bugnatelli (1975)
- Emanuelle nera, regia di Bitto Albertini (1975)
- Il colpaccio, regia di Bruno Paolinelli (1976)
- Velluto nero, regia di Brunello Rondi (1976)
- I soliti ignoti colpiscono ancora - E una banca rapinammo per fatal combinazion (Ab morgen sind wir reich und ehrlich), regia di Franz Antel (1976)
- Emanuelle nera - Orient Reportage, regia di Joe D'Amato (1976)
- Emanuelle in America, regia di Joe D'Amato (1976)
- Eva nera, regia di Joe D'Amato (1976)
- La ragazza dalla pelle di corallo, regia di Osvaldo Civirani (1976)
- Il letto in piazza, regia di Bruno Gaburro (1976)
- Suor Emanuelle, regia di Giuseppe Vari (1977)
- Emanuelle e gli ultimi cannibali, regia di Joe D'Amato (1977)
- L'avvocato della mala, regia di Alberto Marras (1977)
- La via della prostituzione, regia di Joe D'Amato (1978)
- La donna della calda terra, regia di José María Forqué (1978)
- Voglia di donna, regia di Franco Bottari (1978)
- I guappi non si toccano, regia di Mario Bianchi (1979)
- Malizia erotica, regia di José Ramón Larraz (1979)
- Eva nera (Porno Esotic Love), regia di Joe D'Amato (1980)
- Nessuno è perfetto, regia di Pasquale Festa Campanile (1981)
- Messo comunale praticamente spione, regia di Mario Bianchi (1981)
- La belva dalla calda pelle, regia di Bruno Fontana (1981)
- Caligola - La storia mai raccontata, regia di Joe D'Amato (1982)
- Violenza in un carcere femminile, regia di Bruno Mattei (1982)
- Blade Violent - I violenti, regia di Bruno Mattei (1982)
- Ritorno dall'inferno (Love Is Forever), regia di Hall Bartlett (1982)
- Endgame - Bronx lotta finale, regia di Joe D'Amato (1983)
- Mystere, regia di Carlo Vanzina (1983)
- Il peccato di Lola, regia di Bruno Gaburro (1984)
- Inferno in diretta, regia di Ruggero Deodato (1985)
- Il piacere, regia di Joe D'Amato (1985)
- Senza vergogna, regia di Gianni Siragusa (1986)
- Giuro che ti amo, regia di Nino D'Angelo (1986)
- La monaca nel peccato, regia di Joe D'Amato (1986)
- Il mostro di Firenze, regia di Cesare Ferrario (1986)
- Riflessi di luce, regia di Mario Bianchi (1988)
- Non aver paura della zia Marta, regia di Mario Bianchi (1988)
- La puritana, regia di Ninì Grassia (1989)
- Uccelli 2 - La paura (El ataque de los pájaros), regia di René Cardona Jr. (1990)
- Contamination .7, regia di Joe D'Amato (1990)
- Il ladro di ragazzi (Le Voleur d'enfants), regia di Christian de Chalonge (1991)

### Televisione
- L'isola del gabbiano (Seagull Island) – miniserie TV (1982)
- Le volpi della notte - film TV, regia di Bruno Corbucci (1986)

## Doppiatori italiani
- Cesare Barbetti in Le sette spade del vendicatore, Sette uomini d'oro, Il grande colpo dei 7 uomini d'oro, L'occhio selvaggio, L'uomo venuto dalla pioggia, La sensualità è... un attimo di vita
- Michele Gammino in Emanuelle e gli ultimi cannibali, La via della prostituzione, I guappi non si toccano, Mystère
- Pino Colizzi in La matriarca, Il sorriso del ragno, Al tropico del cancro, L'isola del gabbiano
- Giuseppe Rinaldi in Tempo di villeggiatura, Letto a tre piazze, Il figlio di Django
- Pino Locchi in Cronache di poveri amanti, Vite perdute
- Massimo Turci in Il coraggio, Ester e il re
- Manlio De Angelis in L'avvocato della mala, Voglia di donna
- Pierangelo Civera in Il cadavere dagli artigli di acciao, Seduzione coniugale
- Gianfranco Bellini in Anni facili
- Roberto Villa in Scapricciatiello
- Franco Pastorino in La banda degli onesti
- Renato Izzo in Madri pericolose
- Dante Biagioni in Le tardone
- Marcello Tusco in Una ragazza a Saint-Tropez
- Giacomo Piperno in Ecce Homo - I sopravvissuti
- Luciano De Ambrosis in Lisa e il diavolo
- Gianni Marzocchi in Emanuelle nera
- Oreste Rizzini in Emanuelle nera - Orient Reportage
- Giuliano Santi in Violenza in un carcere femminile
- Paolo Lombardi in Endgame - Bronx lotta finale
- Michele Kalamera in La monaca nel peccato